# Mara Croatto
Mara Croatto (Caracas, 2 de febrero de 1969) es una actriz de televisión y de teatro venezolana criada en Puerto Rico.

## Biografía
Croatto nació en Caracas, es hija de la actriz Raquel Montero y del cantante folclórico, Tony Croatto. Los padres de Croatto se mudaron y se reasentaron en Puerto Rico poco después de su nacimiento.
Mara Croatto fue criada y educada en San Juan, la capital de Puerto Rico. Mara Croatto dio sus primeros pasos en el mundo artístico de la mano de sus progenitores la actriz argentina-puertorriqueña Raquel Montero y el cantante ítalo-uruguayo Tony Croatto. A los 11 años cursó estudios de modelaje en la Academia D'Rose. Otros de sus intereses fueron el baile, la natación, la gimnasia y el voleibol, actividades que puso en práctica en la Academia del Perpetuo Socorro de Miramar.
Posteriormente el comediante puertorriqueño Shorty Castro le brindó la oportunidad de para trabajar en el canal 11 en el programa de televisión “El Show de shows”. Su trabajo consistía en narrar sucesos jocosos a través de breves intervenciones.
Desde esa primera experiencia de trabajo, Mara comenzó a asumir pequeños papeles en distintas telenovelas lo que posteriormente le permitió trabajar en los programa Juventud 83 y Juventud 84, donde laboró como bailarina.
Luego formó parte del elenco de La pensión de Doña Tere, popular programa estelarizado por la actriz Norma Candal, en donde caracterizó al personaje de Clarita. Simultáneamente laboró en el unitario Mi viejo y yo.
Mientras laboraba en La pensión de Doña Tere fue reclutada para actuar en la telenovela Por siempre amigos, la cual protagonizaron los integrantes de Menudo. El proyecto fue grabado en Argentina y en el mismo la joven interpretó el personaje de la hermana de Raymond, que al final del melodrama termina enamorada del personaje que hacía Robby.
En Argentina, en sus ratos libres estudió baile con Noemí Coehlo continuando así con las lecciones de baile contemporáneo que recibió por siete años en Puerto Rico con la veterana maestra Leonor Costanzo.
Tiempo después trabajó en el melodrama El cisne blanco, que fue transmitido por el Canal 2. Dicho trabajo es considerado como uno de los proyectos que le abrió camino para su internacionalización. En el mismo actuó junto a Germán Kraus, Raúl Taibó y Deborah Carthy Deu. También participó en Amándote(1988), un proyecto que fue producido por Raúl Lecuona y estelarizado por Arnaldo André, Jeannette Rodríguez y Lupita Ferrer.
A partir de entonces ha trabajado telenovelas destacándose en el rol de antagonista, como en María María (1989) y en Pobre diabla (1990), en la primera junto a los actores Alba Roversi y Arturo Peniche y en la segunda con Jeannette Rodríguez y Osvaldo Laport. Posteriormente trabajó en Me muero por ti, en la serie especial Madres solteras y en el melodrama de proyección internacional Gata salvaje dónde daría vida a la malvada Eduarda Arizmendi el que sería su papel más recordado en su carrera. También tuvo una importante participación en Valeria.
Mara está casada con el actor mexicano José Ángel Llamas desde el 29 de agosto de 2004; ambos se han convertido al evangelismo.

## Televisión
- Como tu voz (2016) como ella misma
- Valeria (2008) como Estrella Granados
- La ley del silencio (2005) como Isabel
- Cinco vidas (2005) como Alba Villamar
- Amor descarado (2003-2004) como Chantal Burgos
- Gata salvaje (2002-2003) como Eduarda Arismendi
- Me muero por ti (1999-2000) como Helena
- La mujer de mi vida (1998-1999) como Katiuska Cardona
- Aguamarina (1997) como Verona Calatrava
- Al Son del Amor (1995) como María de los Ángeles
- Morelia (1995-1996) como Sarah
- Guadalupe (1993-1994) como Diana Maldonado Zambrano
- Marielena (1992) como Graciela Serrano
- Cadena braga (1991) como Sabrinna Valberde
- Pobre diabla (1990) como María Elena
- María María (1989) como Julia
- Por siempre amigos como Gabriela
- Tanairí (1985)

## Premios INTE
| Año  | Premio       | Categoría        | Telenovela   | Resultado |
| ---- | ------------ | ---------------- | ------------ | --------- |
| 2003 | Premios INTE | Mejores villanas | Gata Salvaje | Nominada  |
| 2009 | Premios INTE | Primera actriz   | Valeria      | Nominada  |

## Premios People En Español
| Año  | Premio            | Categoría               | Telenovela     | Resultado |
| ---- | ----------------- | ----------------------- | -------------- | --------- |
| 2011 | People En Español | Primera actriz          | Amor descarado | Nominada  |
| 2011 | People En Español | Mejor actriz de reparto | Amor descarado | Ganadora  |
| 2012 | People En Español | Mejor villana           | Gata salvaje   | Nominada  |

### Miami Life Awards
| Año  | Categoría              | Trayectoria | Resultado |
| ---- | ---------------------- | ----------- | --------- |
| 2010 | Mejor villana favorita | Aguamarina  | Nominada  |
| 2010 | Más social en Facebook | Facebook    | Ganadora  |
| 2012 | Mejor club de fanes    |             | Nominada  |

## Premios TVyNovelas (USA)
| Año  | Categoría                     | Resultado |
| ---- | ----------------------------- | --------- |
| 1992 | Primera actriz                | Nominada  |
| 1994 | Mejor protagonista a la noche | Nominada  |
| 1994 | Mejor actuación femenina      | Nominada  |
| 1997 | Mejor actriz de la noche      | Nominada  |
| 2004 | Primera actriz                | Nominada  |

## Miami Live Novelas INC.
| Año  | Categoría                 | Resultado |
| ---- | ------------------------- | --------- |
| 1998 | Mejor villana             | Nominada  |
| 1998 | Mejor Fanes club del año  | Nominada  |
| 1998 | Mejor revelación femenina | Nominada  |
| 2003 | Mejor actriz de reparto   | Ganadora  |

### Fonovideo Production Awards
| Año  | Categoría       | Telenovela   | Resultado |
| ---- | --------------- | ------------ | --------- |
| 2008 | Mejor villana   | Aguamarina   | Nominada  |
| 2008 | Mejor accidente | Aguamarina   | Nominada  |
| 2008 | Mejor villana   | Gata salvaje | Nominada  |

### Premios Shorty
| Año  | Telenovela      | Categoría             | Resultado |
| ---- | --------------- | --------------------- | --------- |
| 1999 | Aguamarina      | Mejor villana         | Nominada  |
| 1999 | Aguamarina      | Mejor actriz femenina | Ganadora  |
| 2000 | Me muero por ti | Fanes Club del año    | Ganadora  |
| 2000 | Me muero por ti | Vencedora Fanes       | Nominada  |
| 2000 | Me muero por ti | Fantasy               | Ganadora  |